# Premier League Manager of the Month
Premier League Manager of the Month je fotbalové ocenění udělované nejlepšímu trenérovi měsíce v Premier League. Vítěz je vybrán kombinací online veřejného hlasování, které se podílí 10 % na konečném výsledku, a hlasování fotbalových odborníků. Toto ocenění bylo nejprve pojmenováno Carling Premiership Manager of the Month (1993–2001) a Barclaycard Premiership Manager of the Month (2001–2004); od roku 2004 je hlavním sponzorem společnost Barclays.
Premier League byla založena v roce 1992, kdy kluby hrající Football League First Division opustily English Football League a založily novou komerčně nezávislou ligu, která sjednávala vlastní vysílací a sponzorské smlouvy. Nově vytvořená liga neměla pro svou zahajovací sezónu sponzora, dokud firma Carling nesouhlasila se čtyřletou dohodou ve výši 12 milionů liber, která začala následující sezónu, a ve svém prvním ročníku byla jednoduše známá jako Premier League. Ligu původně hrálo 22 týmů, po sezóně 1994/95 se liga uzavřela s 20 týmy; tím se snížil počet hraných zápasů ze 42 na 38.
Ocenění pro nejlepšího trenéra měsíce a sezóny v sezóně 1993/94. Prvním vítězem se stal trenér Manchesteru United Alex Ferguson v srpnu 1993. V sezóně 1994/95 se začalo udělovat také ocenění pro nejlepšího hráče měsíce.
Rekordmanem je Alex Ferguson, který se stal nejlepším trenérem měsíce 27krát.

## Vítězové

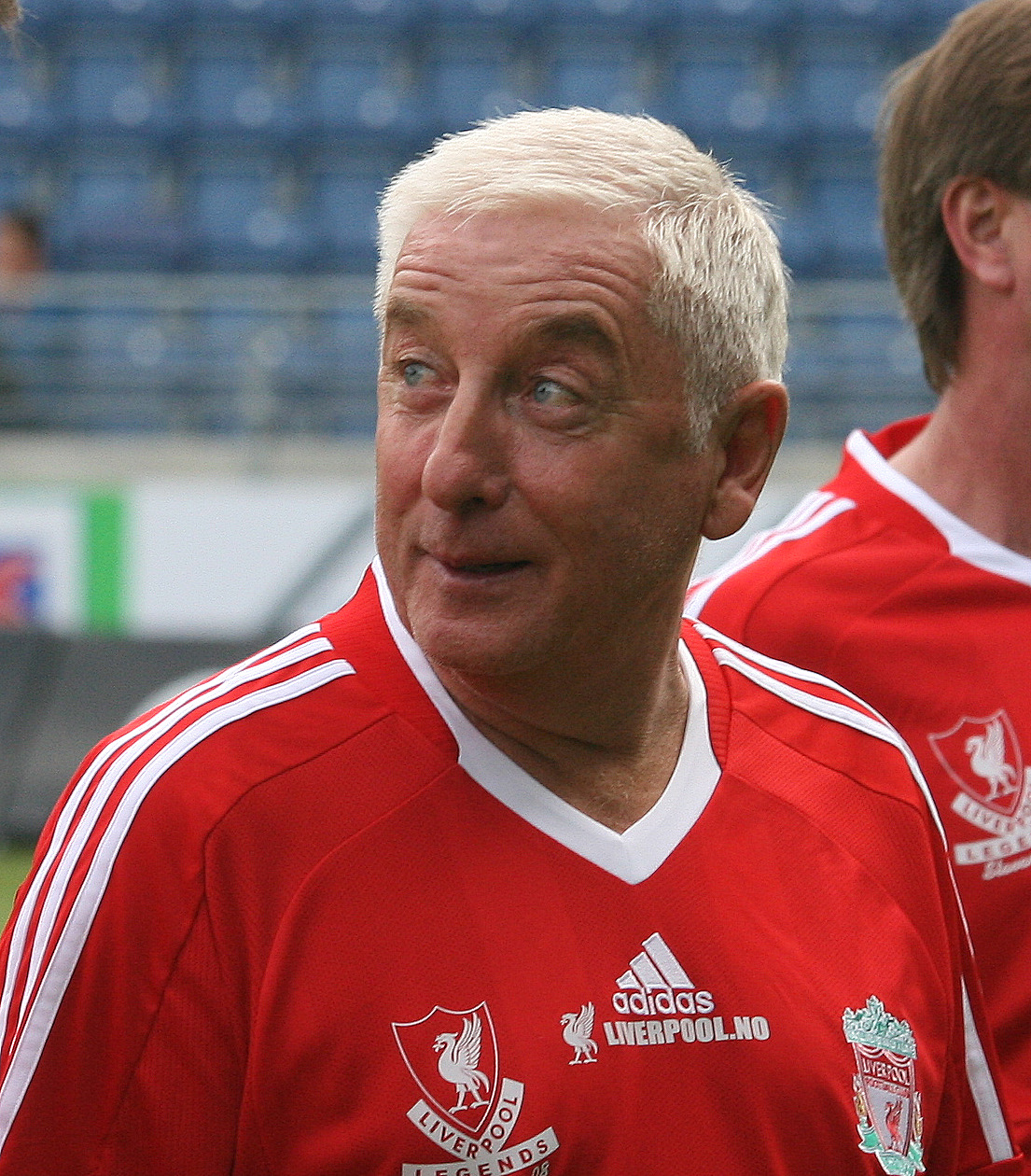
Roy Evans byl prvním trenérem Liverpoolu, který vyhrál ocenění Manager of the Month, a to v prosinci 1995.

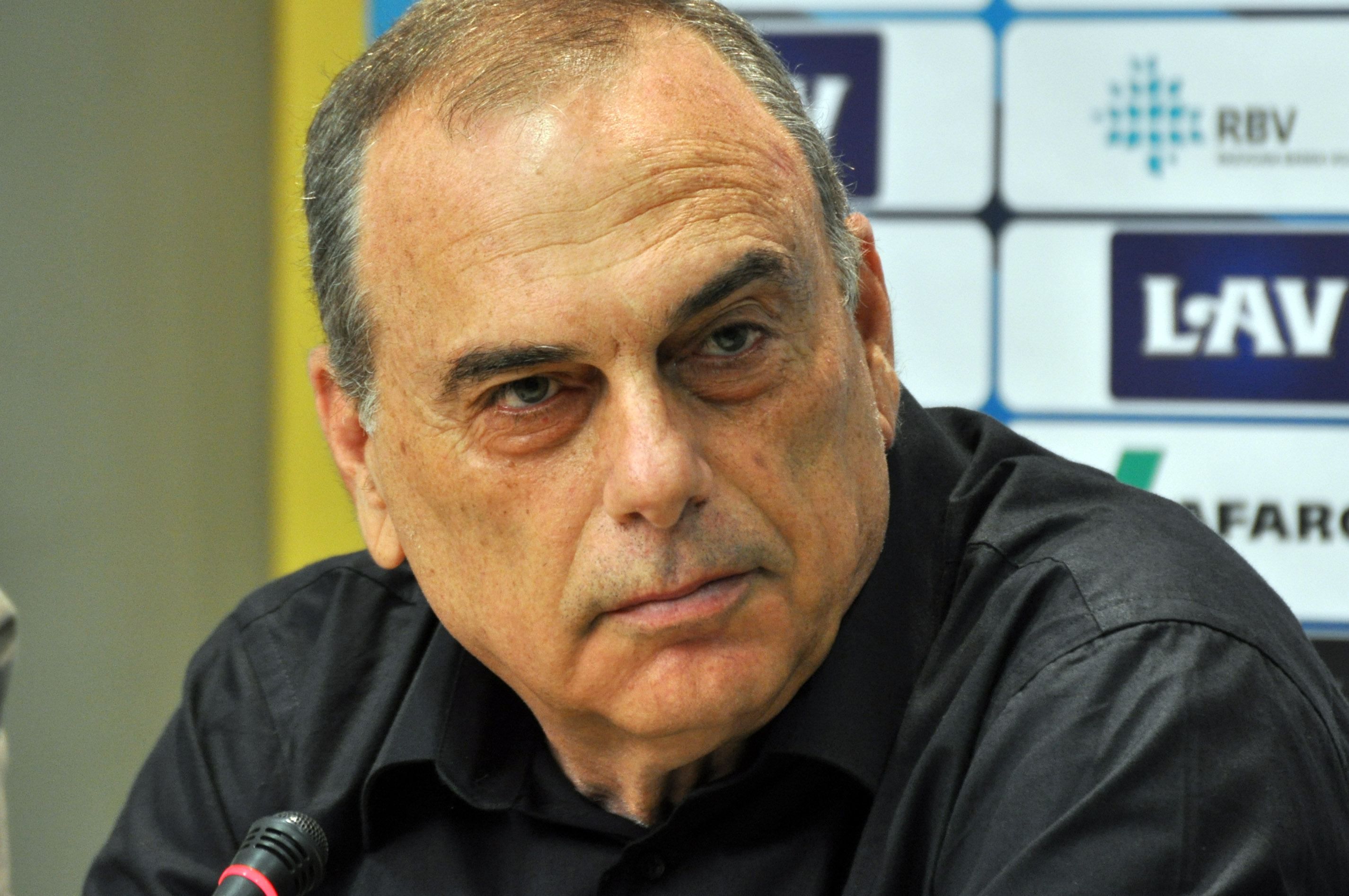
Avram Grant je jediným Izraelcem, který vyhrál ocenění Manager of the Month.

Pep Guardiola drží rekord za nejvíce výher v řadě, a to 4.

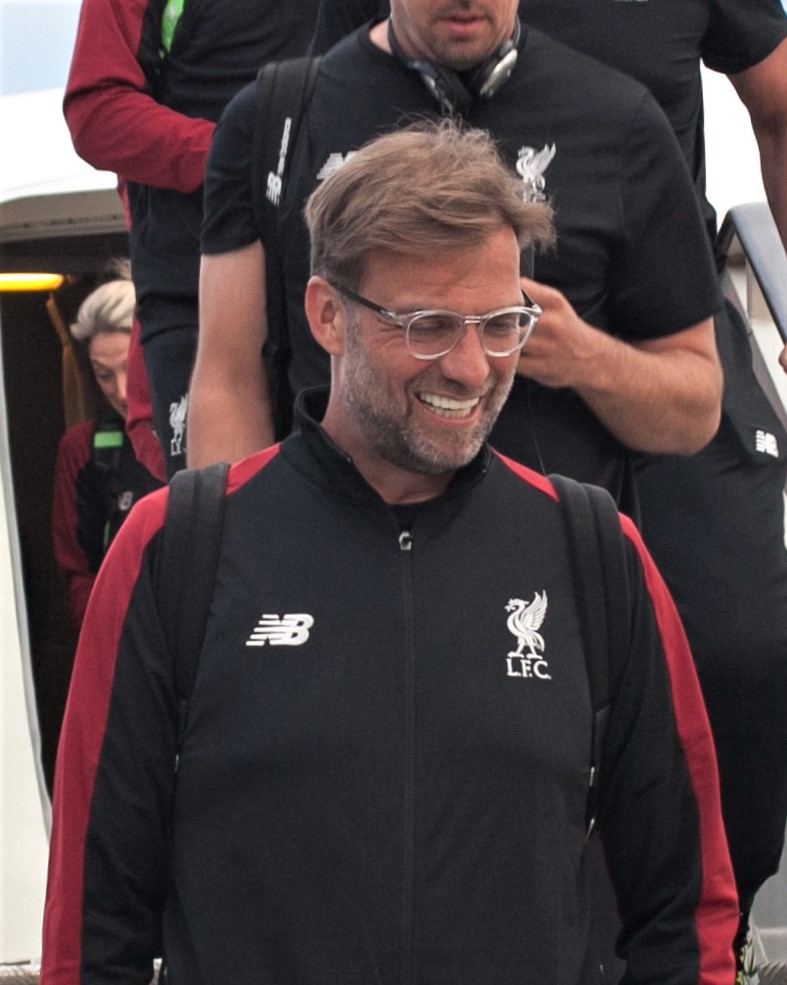
Jürgen Klopp získal rekordních pět ocenění v jedné sezóně.

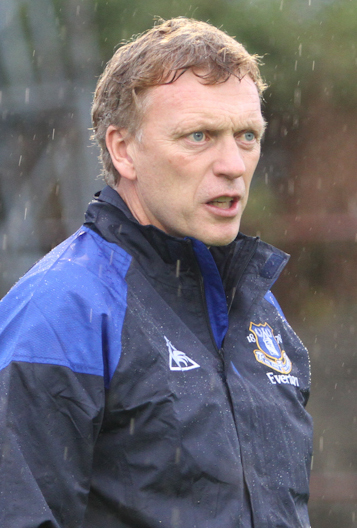
David Moyes získal 10 ocenění Manager of Month (třetí místo).

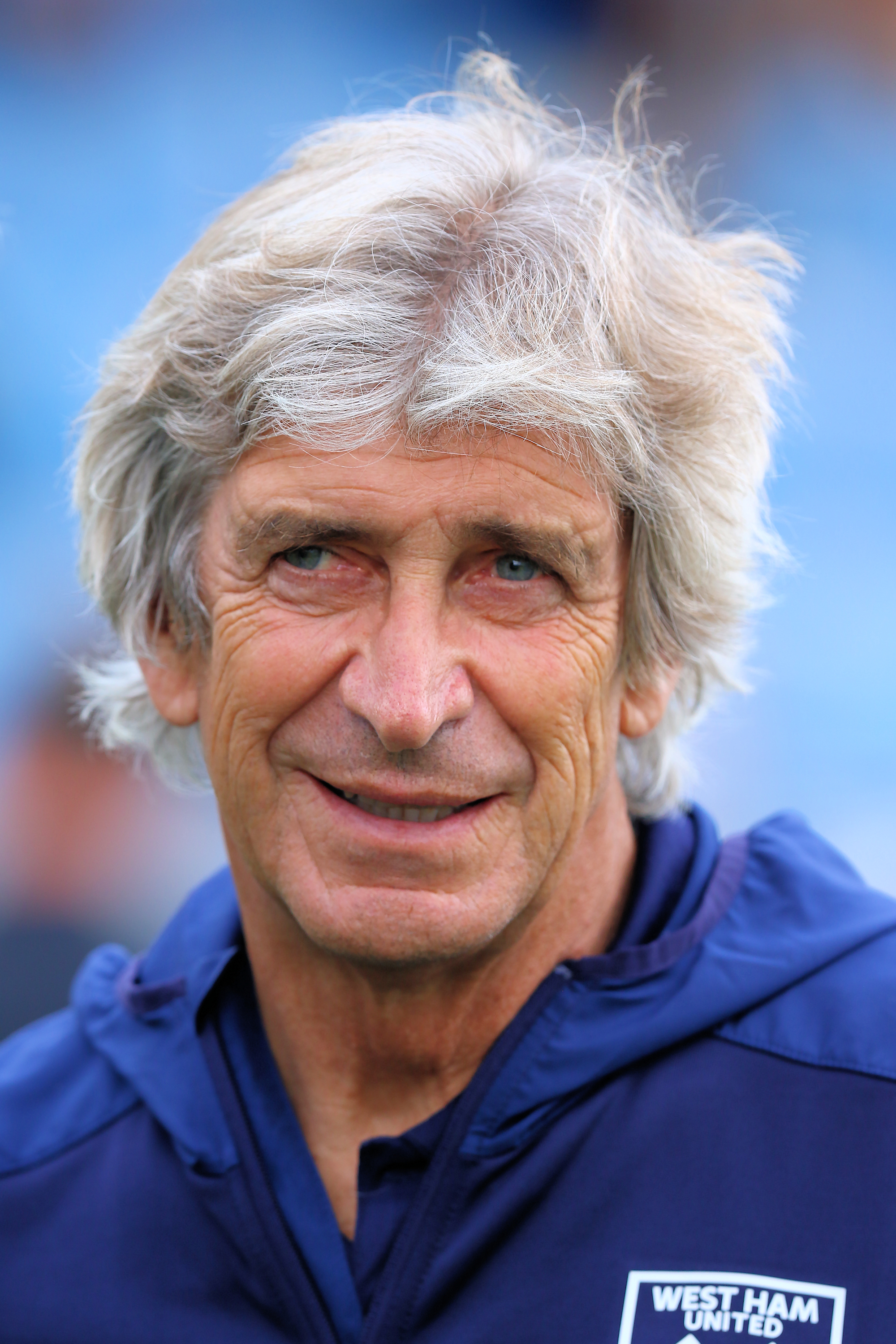
Manuel Pellegrini je prvním trenérem Manchesteru City, který vyhrýl ocenění Manager of Month.

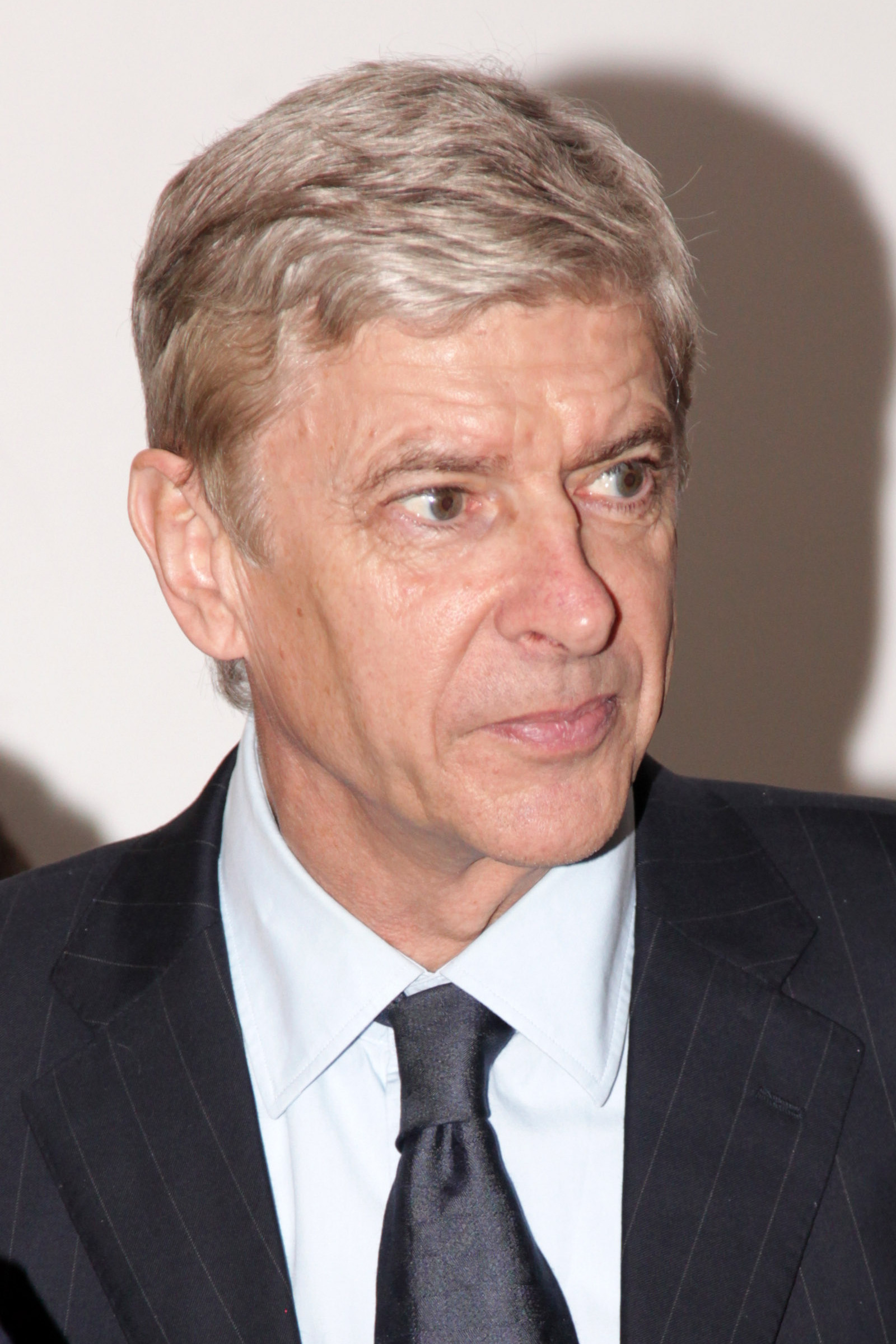
Arsène Wenger získal 10 ocenění Manager of Month (druhé místo).

| Měsíc    | Rok  |                        | Trenér                | Klub                    |         |
| -------- | ---- | ---------------------- | --------------------- | ----------------------- | ------- |
| Srpen    | 1993 | Skotsko                | Alex Ferguson         | Manchester United       | [ 7 ]   |
| Září     | 1993 | Irsko                  | Joe Kinnear           | Wimbledon               | [ 7 ]   |
| Říjen    | 1993 | Wales                  | Mike Walker           | Norwich City            | [ 7 ]   |
| Listopad | 1993 | Anglie                 | Kevin Keegan          | Newcastle United        | [ 7 ]   |
| Prosinec | 1993 | Anglie                 | Trevor Francis        | Sheffield Wednesday     | [ 7 ]   |
| Leden    | 1994 | Skotsko                | Kenny Dalglish        | Blackburn Rovers        | [ 7 ]   |
| Únor     | 1994 | Anglie                 | Joe Royle             | Oldham Athletic         | [ 7 ]   |
| Březen   | 1994 | Irsko                  | Joe Kinnear           | Wimbledon               | [ 8 ]   |
| Duben    | 1994 | Irsko                  | Joe Kinnear           | Wimbledon               | [ 7 ]   |
| Srpen    | 1994 | Anglie                 | Kevin Keegan          | Newcastle United        | [ 9 ]   |
| Září     | 1994 | Anglie                 | Frank Clark           | Nottingham Forest       | [ 10 ]  |
| Říjen    | 1994 | Skotsko                | Alex Ferguson         | Manchester United       | [ 9 ]   |
| Listopad | 1994 | Skotsko                | Kenny Dalglish        | Blackburn Rovers        | [ 9 ]   |
| Prosinec | 1994 | Anglie                 | Gerry Francis         | Queens Park Rangers     | [ 9 ]   |
| Leden    | 1995 | Anglie                 | Brian Little          | Aston Villa             | [ 9 ]   |
| Únor     | 1995 | Anglie                 | Kevin Keegan          | Newcastle United        | [ 9 ]   |
| Březen   | 1995 | Anglie                 | Ron Atkinson          | Coventry City           | [ 9 ]   |
| Duben    | 1995 | Anglie                 | Howard Wilkinson      | Leeds United            | [ 11 ]  |
| Srpen    | 1995 | Anglie                 | Kevin Keegan          | Newcastle United        | [ 12 ]  |
| Září     | 1995 | Anglie                 | Kevin Keegan          | Newcastle United        | [ 13 ]  |
| Říjen    | 1995 | Anglie                 | Frank Clark           | Nottingham Forest       | [ 12 ]  |
| Listopad | 1995 | Anglie                 | Alan Ball             | Manchester City         | [ 12 ]  |
| Prosinec | 1995 | Anglie                 | Roy Evans             | Liverpool               | [ 12 ]  |
| Leden    | 1996 | Anglie                 | Roy Evans             | Liverpool               | [ 12 ]  |
| Únor     | 1996 | Skotsko                | Alex Ferguson         | Manchester United       | [ 12 ]  |
| Březen   | 1996 | Skotsko                | Alex Ferguson         | Manchester United       | [ 12 ]  |
| Duben    | 1996 | Anglie                 | Dave Merrington       | Southampton             | [ 14 ]  |
| Srpen    | 1996 | Anglie                 | David Pleat           | Sheffield Wednesday     | [ 15 ]  |
| Září     | 1996 | Irsko                  | Joe Kinnear           | Wimbledon               | [ 16 ]  |
| Říjen    | 1996 | Skotsko                | Graeme Souness        | Southampton             | [ 17 ]  |
| Listopad | 1996 | Anglie                 | Jim Smith             | Derby County            | [ 15 ]  |
| Prosinec | 1996 | Skotsko                | Gordon Strachan       | Coventry City           | [ 18 ]  |
| Leden    | 1997 | Anglie                 | Stuart Pearce         | Nottingham Forest       | [ 15 ]  |
| Únor     | 1997 | Skotsko                | Alex Ferguson         | Manchester United       | [ 15 ]  |
| Březen   | 1997 | Anglie                 | Bryan Robson          | Middlesbrough           | [ 19 ]  |
| Duben    | 1997 | Skotsko                | Graeme Souness        | Southampton             | [ 15 ]  |
| Srpen    | 1997 | Anglie                 | Roy Hodgson           | Blackburn Rovers        | [ 20 ]  |
| Září     | 1997 | Severní Irsko          | Martin O'Neill        | Leicester City          | [ 21 ]  |
| Říjen    | 1997 | Skotsko                | Alex Ferguson         | Manchester United       | [ 22 ]  |
| Listopad | 1997 | Skotsko                | George Graham         | Leeds United            | [ 23 ]  |
| Prosinec | 1997 | Anglie                 | Roy Hodgson           | Blackburn Rovers        | [ 22 ]  |
| Leden    | 1998 | Anglie                 | Howard Kendall        | Everton                 | [ 24 ]  |
| Únor     | 1998 | Skotsko                | Gordon Strachan       | Coventry City           | [ 22 ]  |
| Březen   | 1998 | Francie                | Arsène Wenger         | Arsenal                 | [ 25 ]  |
| Duben    | 1998 | Francie                | Arsène Wenger         | Arsenal                 | [ 22 ]  |
| Srpen    | 1998 | Anglie                 | Alan Curbishley       | Charlton Athletic       | [ 26 ]  |
| Září     | 1998 | Anglie                 | John Gregory          | Aston Villa             | [ 27 ]  |
| Říjen    | 1998 | Severní Irsko          | Martin O'Neill        | Leicester City          | [ 28 ]  |
| Listopad | 1998 | Anglie                 | Harry Redknapp        | West Ham United         | [ 27 ]  |
| Prosinec | 1998 | Anglie                 | Brian Kidd            | Blackburn Rovers        | [ 29 ]  |
| Leden    | 1999 | Skotsko                | Alex Ferguson         | Manchester United       | [ 30 ]  |
| Únor     | 1999 | Anglie                 | Alan Curbishley       | Charlton Athletic       | [ 31 ]  |
| Březen   | 1999 | Irsko                  | David O'Leary         | Leeds United            | [ 27 ]  |
| Duben    | 1999 | Skotsko                | Alex Ferguson         | Manchester United       | [ 32 ]  |
| Srpen    | 1999 | Skotsko                | Alex Ferguson         | Manchester United       | [ 33 ]  |
| Září     | 1999 | Skotsko                | Walter Smith          | Everton                 | [ 34 ]  |
| Říjen    | 1999 | Anglie                 | Peter Reid            | Sunderland              | [ 35 ]  |
| Listopad | 1999 | Severní Irsko          | Martin O'Neill        | Leicester City          | [ 36 ]  |
| Prosinec | 1999 | Francie                | Gérard Houllier       | Liverpool               | [ 37 ]  |
| Leden    | 2000 | Severní Irsko          | Danny Wilson          | Sheffield Wednesday     | [ 38 ]  |
| Únor     | 2000 | Anglie                 | Bobby Robson          | Newcastle United        | [ 39 ]  |
| Březen   | 2000 | Skotsko                | Alex Ferguson         | Manchester United       | [ 40 ]  |
| Duben    | 2000 | Skotsko                | Alex Ferguson         | Manchester United       | [ 41 ]  |
| Srpen    | 2000 | Anglie                 | Bobby Robson          | Newcastle United        | [ 42 ]  |
| Září     | 2000 | Anglie                 | Peter Taylor          | Leicester City          | [ 43 ]  |
| Říjen    | 2000 | Francie                | Arsène Wenger         | Arsenal                 | [ 44 ]  |
| Listopad | 2000 | Skotsko                | George Burley         | Ipswich Town            | [ 45 ]  |
| Prosinec | 2000 | Anglie                 | Peter Reid            | Sunderland              | [ 46 ]  |
| Leden    | 2001 | Anglie                 | Terry Venables        | Middlesbrough           | [ 47 ]  |
| Únor     | 2001 | Skotsko                | Alex Ferguson         | Manchester United       | [ 48 ]  |
| Březen   | 2001 | Irsko                  | David O'Leary         | Leeds United            | [ 49 ]  |
| Duben    | 2001 | Irsko                  | David O'Leary         | Leeds United            | [ 50 ]  |
| Srpen    | 2001 | Anglie                 | Sam Allardyce         | Bolton Wanderers        | [ 51 ]  |
| Září     | 2001 | Anglie                 | John Gregory          | Aston Villa             | [ 52 ]  |
| Říjen    | 2001 | Anglie                 | Glenn Hoddle          | Tottenham Hotspur       | [ 53 ]  |
| Listopad | 2001 | Anglie                 | Phil Thompson         | Liverpool               | [ 54 ]  |
| Prosinec | 2001 | Anglie                 | Bobby Robson          | Newcastle United        | [ 55 ]  |
| Leden    | 2002 | Skotsko                | Gordon Strachan       | Southampton             | [ 56 ]  |
| Únor     | 2002 | Anglie                 | Bobby Robson          | Newcastle United        | [ 57 ]  |
| Březen   | 2002 | Francie                | Gérard Houllier       | Liverpool               | [ 58 ]  |
| Březen   | 2002 | Anglie                 | Phil Thompson         | Liverpool               | [ 58 ]  |
| Duben    | 2002 | Francie                | Arsène Wenger         | Arsenal                 | [ 59 ]  |
| Srpen    | 2002 | Anglie                 | Glenn Hoddle          | Tottenham Hotspur       | [ 60 ]  |
| Září     | 2002 | Francie                | Arsène Wenger         | Arsenal                 | [ 61 ]  |
| Říjen    | 2002 | Francie                | Gérard Houllier       | Liverpool               | [ 62 ]  |
| Listopad | 2002 | Skotsko                | David Moyes           | Everton                 | [ 63 ]  |
| Prosinec | 2002 | Skotsko                | Gordon Strachan       | Southampton             | [ 64 ]  |
| Leden    | 2003 | Anglie                 | Bobby Robson          | Newcastle United        | [ 65 ]  |
| Únor     | 2003 | Anglie                 | Alan Curbishley       | Charlton Athletic       | [ 66 ]  |
| Březen   | 2003 | Anglie                 | Glenn Roeder          | West Ham United         | [ 67 ]  |
| Duben    | 2003 | Skotsko                | Alex Ferguson         | Manchester United       | [ 68 ]  |
| Srpen    | 2003 | Francie                | Arsène Wenger         | Arsenal                 | [ 69 ]  |
| Září     | 2003 | Itálie                 | Claudio Ranieri       | Chelsea                 | [ 70 ]  |
| Říjen    | 2003 | Anglie                 | Bobby Robson          | Newcastle United        | [ 71 ]  |
| Listopad | 2003 | Anglie                 | Sam Allardyce         | Bolton Wanderers        | [ 72 ]  |
| Prosinec | 2003 | Skotsko                | Alex Ferguson         | Manchester United       | [ 69 ]  |
| Leden    | 2004 | Anglie                 | Sam Allardyce         | Bolton Wanderers        | [ 73 ]  |
| Únor     | 2004 | Francie                | Arsène Wenger         | Arsenal                 | [ 74 ]  |
| Březen   | 2004 | Itálie                 | Claudio Ranieri       | Chelsea                 | [ 75 ]  |
| Duben    | 2004 | Anglie                 | Harry Redknapp        | Portsmouth              | [ 76 ]  |
| Srpen    | 2004 | Francie                | Arsène Wenger         | Arsenal                 | [ 77 ]  |
| Září     | 2004 | Skotsko                | David Moyes           | Everton                 | [ 78 ]  |
| Říjen    | 2004 | Anglie                 | Harry Redknapp        | Portsmouth              | [ 79 ]  |
| Listopad | 2004 | Portugalsko            | José Mourinho         | Chelsea                 | [ 80 ]  |
| Prosinec | 2004 | Nizozemsko             | Martin Jol            | Tottenham Hotspur       | [ 81 ]  |
| Leden    | 2005 | Portugalsko            | José Mourinho         | Chelsea                 | [ 82 ]  |
| Únor     | 2005 | Skotsko                | Alex Ferguson         | Manchester United       | [ 83 ]  |
| Březen   | 2005 | Anglie                 | Harry Redknapp        | Southampton             | [ 84 ]  |
| Duben    | 2005 | Anglie                 | Stuart Pearce         | Manchester City         | [ 85 ]  |
| Srpen    | 2005 | Anglie                 | Stuart Pearce         | Manchester City         | [ 86 ]  |
| Září     | 2005 | Anglie                 | Paul Jewell           | Wigan Athletic          | [ 87 ]  |
| Říjen    | 2005 | Anglie                 | Paul Jewell           | Wigan Athletic          | [ 88 ]  |
| Listopad | 2005 | Španělsko              | Rafael Benítez        | Liverpool               | [ 89 ]  |
| Prosinec | 2005 | Španělsko              | Rafael Benítez        | Liverpool               | [ 90 ]  |
| Leden    | 2006 | Skotsko                | David Moyes           | Everton                 | [ 91 ]  |
| Únor     | 2006 | Anglie                 | Alan Pardew           | West Ham United         | [ 92 ]  |
| Březen   | 2006 | Skotsko                | Alex Ferguson         | Manchester United       | [ 93 ]  |
| Duben    | 2006 | Anglie                 | Harry Redknapp        | Portsmouth              | [ 94 ]  |
| Srpen    | 2006 | Skotsko                | Alex Ferguson         | Manchester United       | [ 95 ]  |
| Září     | 2006 | Anglie                 | Steve Coppell         | Reading                 | [ 96 ]  |
| Říjen    | 2006 | Skotsko                | Alex Ferguson         | Manchester United       | [ 97 ]  |
| Listopad | 2006 | Anglie                 | Steve Coppell         | Reading                 | [ 98 ]  |
| Prosinec | 2006 | Anglie                 | Sam Allardyce         | Bolton Wanderers        | [ 99 ]  |
| Leden    | 2007 | Španělsko              | Rafael Benítez        | Liverpool               | [ 100 ] |
| Únor     | 2007 | Skotsko                | Alex Ferguson         | Manchester United       | [ 101 ] |
| Březen   | 2007 | Portugalsko            | José Mourinho         | Chelsea                 | [ 102 ] |
| Duben    | 2007 | Severní Irsko          | Martin O'Neill        | Aston Villa             | [ 103 ] |
| Srpen    | 2007 | Švédsko                | Sven-Göran Eriksson   | Manchester City         | [ 104 ] |
| Září     | 2007 | Francie                | Arsène Wenger         | Arsenal                 | [ 105 ] |
| Říjen    | 2007 | Wales                  | Mark Hughes           | Blackburn Rovers        | [ 106 ] |
| Listopad | 2007 | Severní Irsko          | Martin O'Neill        | Aston Villa             | [ 107 ] |
| Prosinec | 2007 | Francie                | Arsène Wenger         | Arsenal                 | [ 108 ] |
| Leden    | 2008 | Skotsko                | Alex Ferguson         | Manchester United       | [ 109 ] |
| Únor     | 2008 | Skotsko                | David Moyes           | Everton                 | [ 110 ] |
| Březen   | 2008 | Skotsko                | Alex Ferguson         | Manchester United       | [ 111 ] |
| Duben    | 2008 | Izrael                 | Avram Grant           | Chelsea                 | [ 112 ] |
| Srpen    | 2008 | Anglie                 | Gareth Southgate      | Middlesbrough           | [ 113 ] |
| Září     | 2008 | Anglie                 | Phil Brown            | Hull City               | [ 114 ] |
| Říjen    | 2008 | Španělsko              | Rafael Benítez        | Liverpool               | [ 115 ] |
| Listopad | 2008 | Anglie                 | Gary Megson           | Bolton Wanderers        | [ 116 ] |
| Prosinec | 2008 | Severní Irsko          | Martin O'Neill        | Aston Villa             | [ 117 ] |
| Leden    | 2009 | Skotsko                | Alex Ferguson         | Manchester United       | [ 118 ] |
| Únor     | 2009 | Skotsko                | David Moyes           | Everton                 | [ 119 ] |
| Březen   | 2009 | Španělsko              | Rafael Benítez        | Liverpool               | [ 120 ] |
| Duben    | 2009 | Skotsko                | Alex Ferguson         | Manchester United       | [ 121 ] |
| Srpen    | 2009 | Anglie                 | Harry Redknapp        | Tottenham Hotspur       | [ 122 ] |
| Září     | 2009 | Skotsko                | Alex Ferguson         | Manchester United       | [ 123 ] |
| Říjen    | 2009 | Anglie                 | Roy Hodgson           | Fulham                  | [ 124 ] |
| Listopad | 2009 | Itálie                 | Carlo Ancelotti       | Chelsea                 | [ 125 ] |
| Prosinec | 2009 | Skotsko                | Alex McLeish          | Birmingham City         | [ 126 ] |
| Leden    | 2010 | Skotsko                | David Moyes           | Everton                 | [ 127 ] |
| Únor     | 2010 | Anglie                 | Roy Hodgson           | Fulham                  | [ 128 ] |
| Březen   | 2010 | Skotsko                | David Moyes           | Everton                 | [ 129 ] |
| Duben    | 2010 | Severní Irsko          | Martin O'Neill        | Aston Villa             | [ 130 ] |
| Srpen    | 2010 | Itálie                 | Carlo Ancelotti       | Chelsea                 | [ 131 ] |
| Září     | 2010 | Itálie                 | Roberto Di Matteo     | West Bromwich Albion    | [ 132 ] |
| Říjen    | 2010 | Skotsko                | David Moyes           | Everton                 | [ 133 ] |
| Listopad | 2010 | Irsko                  | Owen Coyle            | Bolton Wanderers        | [ 134 ] |
| Prosinec | 2010 | Itálie                 | Roberto Mancini       | Manchester City         | [ 135 ] |
| Leden    | 2011 | Skotsko                | Alex Ferguson         | Manchester United       | [ 136 ] |
| Únor     | 2011 | Francie                | Arsène Wenger         | Arsenal                 | [ 137 ] |
| Březen   | 2011 | Itálie                 | Carlo Ancelotti       | Chelsea                 | [ 138 ] |
| Duben    | 2011 | Itálie                 | Carlo Ancelotti       | Chelsea                 | [ 139 ] |
| Srpen    | 2011 | Skotsko                | Alex Ferguson         | Manchester United       | [ 140 ] |
| Září     | 2011 | Anglie                 | Harry Redknapp        | Tottenham Hotspur       | [ 141 ] |
| Říjen    | 2011 | Itálie                 | Roberto Mancini       | Manchester City         | [ 142 ] |
| Listopad | 2011 | Anglie                 | Harry Redknapp        | Tottenham Hotspur       | [ 143 ] |
| Prosinec | 2011 | Severní Irsko          | Martin O'Neill        | Sunderland              | [ 144 ] |
| Leden    | 2012 | Severní Irsko          | Brendan Rodgers       | Swansea City            | [ 145 ] |
| Únor     | 2012 | Francie                | Arsène Wenger         | Arsenal                 | [ 146 ] |
| Březen   | 2012 | Irsko                  | Owen Coyle            | Bolton Wanderers        | [ 147 ] |
| Duben    | 2012 | Španělsko              | Roberto Martínez      | Wigan Athletic          | [ 148 ] |
| Září     | 2012 | Skotsko                | David Moyes           | Everton                 | [ 149 ] |
| Říjen    | 2012 | Skotsko                | Alex Ferguson         | Manchester United       | [ 150 ] |
| Listopad | 2012 | Skotsko                | Steve Clarke          | West Bromwich Albion    | [ 151 ] |
| Prosinec | 2012 | Portugalsko            | André Villas-Boas     | Tottenham Hotspur       | [ 152 ] |
| Leden    | 2013 | Anglie                 | Brian McDermott       | Reading                 | [ 153 ] |
| Únor     | 2013 | Portugalsko            | André Villas-Boas     | Tottenham Hotspur       | [ 154 ] |
| Březen   | 2013 | Skotsko                | David Moyes           | Everton                 | [ 155 ] |
| Duben    | 2013 | Španělsko              | Rafael Benítez        | Chelsea                 | [ 156 ] |
| Srpen    | 2013 | Severní Irsko          | Brendan Rodgers       | Liverpool               | [ 157 ] |
| Září     | 2013 | Francie                | Arsène Wenger         | Arsenal                 | [ 158 ] |
| Říjen    | 2013 | Argentina              | Mauricio Pochettino   | Southampton             | [ 159 ] |
| Listopad | 2013 | Anglie                 | Alan Pardew           | Newcastle United        | [ 160 ] |
| Prosinec | 2013 | Chile                  | Manuel Pellegrini     | Manchester City         | [ 161 ] |
| Leden    | 2014 | Chile                  | Manuel Pellegrini     | Manchester City         | [ 162 ] |
| Únor     | 2014 | Anglie                 | Sam Allardyce         | West Ham United         | [ 163 ] |
| Březen   | 2014 | Severní Irsko          | Brendan Rodgers       | Liverpool               | [ 164 ] |
| Duben    | 2014 | Wales                  | Tony Pulis            | Crystal Palace          | [ 165 ] |
| Srpen    | 2014 | Anglie                 | Garry Monk            | Swansea City            | [ 166 ] |
| Září     | 2014 | Nizozemsko             | Ronald Koeman         | Southampton             | [ 167 ] |
| Říjen    | 2014 | Anglie                 | Sam Allardyce         | West Ham United         | [ 168 ] |
| Listopad | 2014 | Anglie                 | Alan Pardew           | Newcastle United        | [ 169 ] |
| Prosinec | 2014 | Chile                  | Manuel Pellegrini     | Manchester City         | [ 170 ] |
| Leden    | 2015 | Nizozemsko             | Ronald Koeman         | Southampton             | [ 171 ] |
| Únor     | 2015 | Wales                  | Tony Pulis            | West Bromwich Albion    | [ 172 ] |
| Březen   | 2015 | Francie                | Arsène Wenger         | Arsenal                 | [ 173 ] |
| Duben    | 2015 | Anglie                 | Nigel Pearson         | Leicester City          | [ 174 ] |
| Srpen    | 2015 | Chile                  | Manuel Pellegrini     | Manchester City         | [ 175 ] |
| Září     | 2015 | Argentina              | Mauricio Pochettino   | Tottenham Hotspur       | [ 176 ] |
| Říjen    | 2015 | Francie                | Arsène Wenger         | Arsenal                 | [ 177 ] |
| Listopad | 2015 | Itálie                 | Claudio Ranieri       | Leicester City          | [ 178 ] |
| Prosinec | 2015 | Španělsko              | Quique Sánchez Flores | Watford                 | [ 179 ] |
| Leden    | 2016 | Nizozemsko             | Ronald Koeman         | Southampton             | [ 180 ] |
| Únor     | 2016 | Argentina              | Mauricio Pochettino   | Tottenham Hotspur       | [ 181 ] |
| Březen   | 2016 | Itálie                 | Claudio Ranieri       | Leicester City          | [ 182 ] |
| Duben    | 2016 | Itálie                 | Claudio Ranieri       | Leicester City          | [ 183 ] |
| Srpen    | 2016 | Anglie                 | Mike Phelan           | Hull City               | [ 184 ] |
| Září     | 2016 | Německo                | Jürgen Klopp          | Liverpool               | [ 185 ] |
| Říjen    | 2016 | Itálie                 | Antonio Conte         | Chelsea                 | [ 186 ] |
| Listopad | 2016 | Itálie                 | Antonio Conte         | Chelsea                 | [ 187 ] |
| Prosinec | 2016 | Itálie                 | Antonio Conte         | Chelsea                 | [ 188 ] |
| Leden    | 2017 | Anglie                 | Paul Clement          | Swansea City            | [ 189 ] |
| Únor     | 2017 | Španělsko              | Pep Guardiola         | Manchester City         | [ 190 ] |
| Březen   | 2017 | Anglie                 | Eddie Howe            | Bournemouth             | [ 191 ] |
| Duben    | 2017 | Argentina              | Mauricio Pochettino   | Tottenham Hotspur       | [ 192 ] |
| Srpen    | 2017 | Spojené státy americké | David Wagner          | Huddersfield Town       | [ 193 ] |
| Září     | 2017 | Španělsko              | Pep Guardiola         | Manchester City         | [ 194 ] |
| Říjen    | 2017 | Španělsko              | Pep Guardiola         | Manchester City         | [ 195 ] |
| Listopad | 2017 | Španělsko              | Pep Guardiola         | Manchester City         | [ 196 ] |
| Prosinec | 2017 | Španělsko              | Pep Guardiola         | Manchester City         | [ 197 ] |
| Leden    | 2018 | Anglie                 | Eddie Howe            | Bournemouth             | [ 198 ] |
| Únor     | 2018 | Irsko                  | Chris Hughton         | Brighton & Hove Albion  | [ 199 ] |
| Březen   | 2018 | Anglie                 | Sean Dyche            | Burnley                 | [ 200 ] |
| Duben    | 2018 | Jamajka                | Darren Moore          | West Bromwich Albion    | [ 201 ] |
| Srpen    | 2018 | Španělsko              | Javi Gracia           | Watford                 | [ 202 ] |
| Září     | 2018 | Portugalsko            | Nuno Espírito Santo   | Wolverhampton Wanderers | [ 203 ] |
| Říjen    | 2018 | Anglie                 | Eddie Howe            | Bournemouth             | [ 204 ] |
| Listopad | 2018 | Španělsko              | Rafael Benítez        | Newcastle United        | [ 205 ] |
| Prosinec | 2018 | Německo                | Jürgen Klopp          | Liverpool               | [ 206 ] |
| Leden    | 2019 | Norsko                 | Ole Gunnar Solskjær   | Manchester United       | [ 207 ] |
| Únor     | 2019 | Španělsko              | Pep Guardiola         | Manchester City         | [ 208 ] |
| Březen   | 2019 | Německo                | Jürgen Klopp          | Liverpool               | [ 209 ] |
| Duben    | 2019 | Španělsko              | Pep Guardiola         | Manchester City         | [ 210 ] |
| Srpen    | 2019 | Německo                | Jürgen Klopp          | Liverpool               | [ 211 ] |
| Září     | 2019 | Německo                | Jürgen Klopp          | Liverpool               | [ 212 ] |
| Říjen    | 2019 | Anglie                 | Frank Lampard         | Chelsea                 | [ 213 ] |
| Listopad | 2019 | Německo                | Jürgen Klopp          | Liverpool               | [ 214 ] |
| Prosinec | 2019 | Německo                | Jürgen Klopp          | Liverpool               | [ 215 ] |
| Leden    | 2020 | Německo                | Jürgen Klopp          | Liverpool               | [ 216 ] |
| Únor     | 2020 | Anglie                 | Sean Dyche            | Burnley                 | [ 217 ] |
| Červen   | 2020 | Portugalsko            | Nuno Espírito Santo   | Wolverhampton Wanderers | [ 218 ] |
| Červenec | 2020 | Rakousko               | Ralph Hasenhüttl      | Southampton             | [ 219 ] |
| Září     | 2020 | Itálie                 | Carlo Ancelotti       | Everton                 | [ 220 ] |
| Říjen    | 2020 | Portugalsko            | Nuno Espírito Santo   | Wolverhampton Wanderers | [ 221 ] |
| Listopad | 2020 | Portugalsko            | José Mourinho         | Tottenham Hotspur       | [ 222 ] |
| Prosinec | 2020 | Anglie                 | Dean Smith            | Aston Villa             | [ 223 ] |
| Leden    | 2021 | Španělsko              | Pep Guardiola         | Manchester City         | [ 224 ] |
| Únor     | 2021 | Španělsko              | Pep Guardiola         | Manchester City         | [ 225 ] |
| Březen   | 2021 | Německo                | Thomas Tuchel         | Chelsea                 | [ 226 ] |
| Duben    | 2021 | Anglie                 | Steve Bruce           | Newcastle United        | [ 227 ] |
| Květen   | 2021 | Německo                | Jürgen Klopp          | Liverpool               | [ 228 ] |
| Srpen    | 2021 | Portugalsko            | Nuno Espírito Santo   | Tottenham Hotspur       | [ 229 ] |
| Září     | 2021 | Španělsko              | Mikel Arteta          | Arsenal                 | [ 230 ] |
| Říjen    | 2021 | Německo                | Thomas Tuchel         | Chelsea                 | [ 231 ] |
| Listopad | 2021 | Španělsko              | Pep Guardiola         | Manchester City         | [ 232 ] |
| Prosinec | 2021 | Španělsko              | Pep Guardiola         | Manchester City         | [ 233 ] |
| Leden    | 2022 | Portugalsko            | Bruno Lage            | Wolverhampton Wanderers | [ 234 ] |

## Vícenásobní vítězové
K lednu 2022
|     | Trenér              | Vítězství |
| --- | ------------------- | --------- |
| 1.  | Alex Ferguson       | 27        |
| 2.  | Arsène Wenger       | 15        |
| 3.  | Pep Guardiola       | 11        |
| 4.  | David Moyes         | 10        |
| 5.  | Jürgen Klopp        | 9         |
| 6.  | Martin O'Neill      | 8         |
| 6.  | Harry Redknapp      | 8         |
| 8.  | Rafael Benítez      | 7         |
| 9.  | Sam Allardyce       | 6         |
| 9.  | Bobby Robson        | 6         |
| 11. | Carlo Ancelotti     | 5         |
| 11. | Kevin Keegan        | 5         |
| 11. | Claudio Ranieri     | 5         |
| 14. | Nuno Espírito Santo | 4         |
| 14. | Roy Hodgson         | 4         |
| 14. | Joe Kinnear         | 4         |
| 14. | José Mourinho       | 4         |
| 14. | Manuel Pellegrini   | 4         |
| 14. | Mauricio Pochettino | 4         |
| 14. | Gordon Strachan     | 4         |
| 21. | Antonio Conte       | 3         |
| 21. | Alan Curbishley     | 3         |
| 21. | Gérard Houllier     | 3         |
| 21. | Eddie Howe          | 3         |
| 21. | Ronald Koeman       | 3         |
| 21. | David O'Leary       | 3         |
| 21. | Alan Pardew         | 3         |
| 21. | Stuart Pearce       | 3         |
| 21. | Brendan Rodgers     | 3         |
| 30. | Frank Clark         | 2         |
| 30. | Steve Coppell       | 2         |
| 30. | Owen Coyle          | 2         |
| 30. | Kenny Dalglish      | 2         |
| 30. | Sean Dyche          | 2         |
| 30. | Roy Evans           | 2         |
| 30. | John Gregory        | 2         |
| 30. | Glenn Hoddle        | 2         |
| 30. | Paul Jewell         | 2         |
| 30. | Roberto Mancini     | 2         |
| 30. | Tony Pulis          | 2         |
| 30. | Peter Reid          | 2         |
| 30. | Graeme Souness      | 2         |
| 30. | Phil Thompson       | 2         |
| 30. | Thomas Tuchel       | 2         |
| 30. | André Villas-Boas   | 2         |

## Vítězové podle národnosti
K lednu 2022
|                        | Trenérů | Vítězství |
| ---------------------- | ------- | --------- |
| Anglie                 | 45      | 86        |
| Skotsko                | 10      | 50        |
| Španělsko              | 6       | 22        |
| Francie                | 2       | 18        |
| Itálie                 | 5       | 16        |
| Severní Irsko          | 3       | 12        |
| Portugalsko            | 4       | 11        |
| Německo                | 2       | 11        |
| Irsko                  | 4       | 10        |
| Wales                  | 3       | 4         |
| Nizozemsko             | 2       | 4         |
| Argentina              | 1       | 4         |
| Chile                  | 1       | 4         |
| Rakousko               | 1       | 1         |
| Izrael                 | 1       | 1         |
| Jamajka                | 1       | 1         |
| Norsko                 | 1       | 1         |
| Švédsko                | 1       | 1         |
| Spojené státy americké | 1       | 1         |

## Vítězové podle klubu
K lednu 2022
| Klub                    | Trenérů | Vítězství |
| ----------------------- | ------- | --------- |
| Manchester United       | 2       | 28        |
| Liverpool               | 5       | 22        |
| Manchester City         | 6       | 21        |
| Chelsea                 | 8       | 17        |
| Arsenal                 | 2       | 16        |
| Newcastle United        | 5       | 15        |
| Tottenham Hotspur       | 7       | 13        |
| Everton                 | 4       | 13        |
| Southampton             | 7       | 11        |
| Aston Villa             | 4       | 8         |
| Leicester City          | 4       | 8         |
| Bolton Wanderers        | 3       | 7         |
| Blackburn Rovers        | 4       | 6         |
| West Ham United         | 4       | 5         |
| Leeds United            | 3       | 5         |
| West Bromwich Albion    | 4       | 4         |
| Wolverhampton Wanderers | 2       | 4         |
| Wimbledon               | 1       | 4         |
| Middlesbrough           | 3       | 3         |
| Sheffield Wednesday     | 3       | 3         |
| Swansea City            | 3       | 3         |
| Coventry City           | 2       | 3         |
| Nottingham Forest       | 2       | 3         |
| Reading                 | 2       | 3         |
| Sunderland              | 2       | 3         |
| Wigan Athletic          | 2       | 3         |
| AFC Bournemouth         | 1       | 3         |
| Charlton Athletic       | 1       | 3         |
| Portsmouth              | 1       | 3         |
| Hull City               | 2       | 2         |
| Watford                 | 2       | 2         |
| Burnley                 | 1       | 2         |
| Fulham                  | 1       | 2         |
| Birmingham City         | 1       | 1         |
| Brighton & Hove Albion  | 1       | 1         |
| Crystal Palace          | 1       | 1         |
| Derby County            | 1       | 1         |
| Huddersfield Town       | 1       | 1         |
| Ipswich Town            | 1       | 1         |
| Norwich City            | 1       | 1         |
| Oldham Athletic         | 1       | 1         |
| Queens Park Rangers     | 1       | 1         |